# Medea (Benda)
Medea är en melodram i en akt med musik av Georg Benda och libretto av Friedrich Wilhelm Gotter. Verket hade premiär den 1 maj 1775 på Theater am Rannstädtertor i Leipzig.

## Historisk betydelse och musikanalys
Medea anses som ett av Bendas bästa verk och operan hade en signifikant betydelse på andra kompositörer i det sena 1700-talet genom att den populariserade den framväxande genren melodramen. Bland dem som inspirerades av verket återfinns Carl Philipp Emanuel Bach och Wolfgang Amadeus Mozart. I ett brev till sin far daterat den 12 november 1778 skriver Mozart: "Stycket jag såg var Bendas 'Medea'. Han har komponerat en annan Ariadne auf Naxos och båda är riktigt bra. Du vet att av alla lutherska kapellmästare har Benda alltid varit min favorit, och jag gillar hans verk så mycket att jag bär dem med mig överallt." Trots att Mozart aldrig komponerade en riktig melodram, så skapade han en miniatyrmelodram med sin ofullbordade opera Zaide (1780), som påminner om Bendas Meda i stilen. Mozart påverkades starkt av Bendas nya genre vad gäller dramatiskt uttryck, och 1778 skrev han till Bendas far med största entusiasm angående ett projekt att komponera en duodrama över Bendas Ariadne auf Naxos och Medea.

## Personer

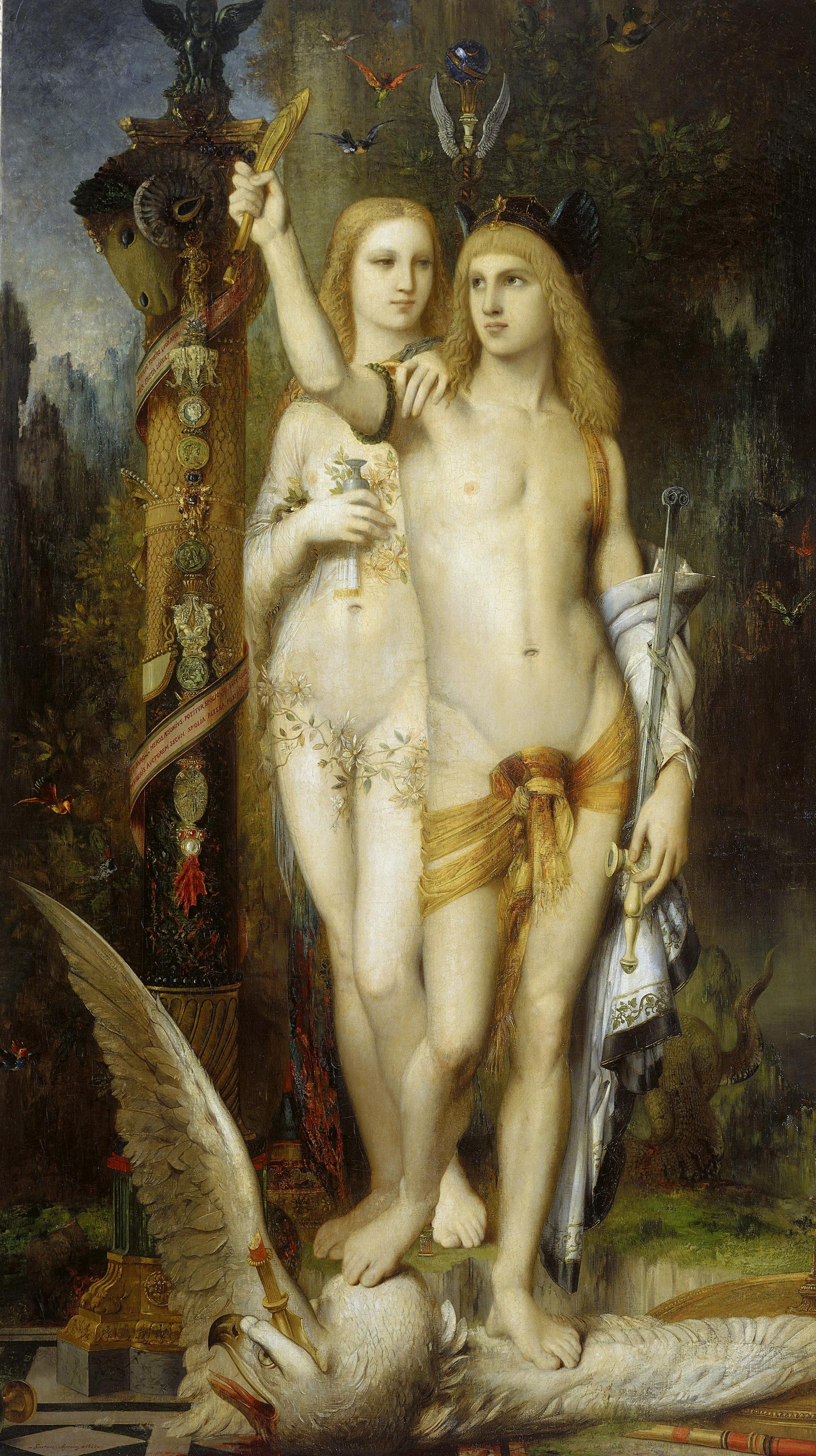
Jason et Médée av Gustave Moreau (1865).

| Roller          | Stämma  | Premiärbesättning, 1775 (Dirigent: – ) |
| --------------- | ------- | -------------------------------------- |
| Medea           | talroll | Charlotte Brandes                      |
| Jason           | talroll |                                        |
| Deras son       | talroll |                                        |
| Kreusa (Creusa) | talroll |                                        |
| Hushållerskan   | talroll |                                        |
| Följaren        | talroll |                                        |

## Diskografi
- Medea (Melodram) med dirigenten Christian Benda och Prags kammarorkester. Sångare: Brigitte Quadlbauer, Hertha Schell och Peter Uray. Släppt på Naxos 1996.[2]